# 圣日尔达-德吕伊斯
圣日尔达-德吕伊斯（法語：Saint-Gildas-de-Rhuys，发音：[sɛ̃.ʒilda.də.ʁɥis]）是法国莫尔比昂省的一个市镇，位于该省南部海滨，属于瓦讷区和塞内县（Séné）。该市镇总面积15.28平方公里，2009年时的人口为1647人。

## 人口
圣日尔达-德吕伊斯人口变化图示